# Markus Hajek

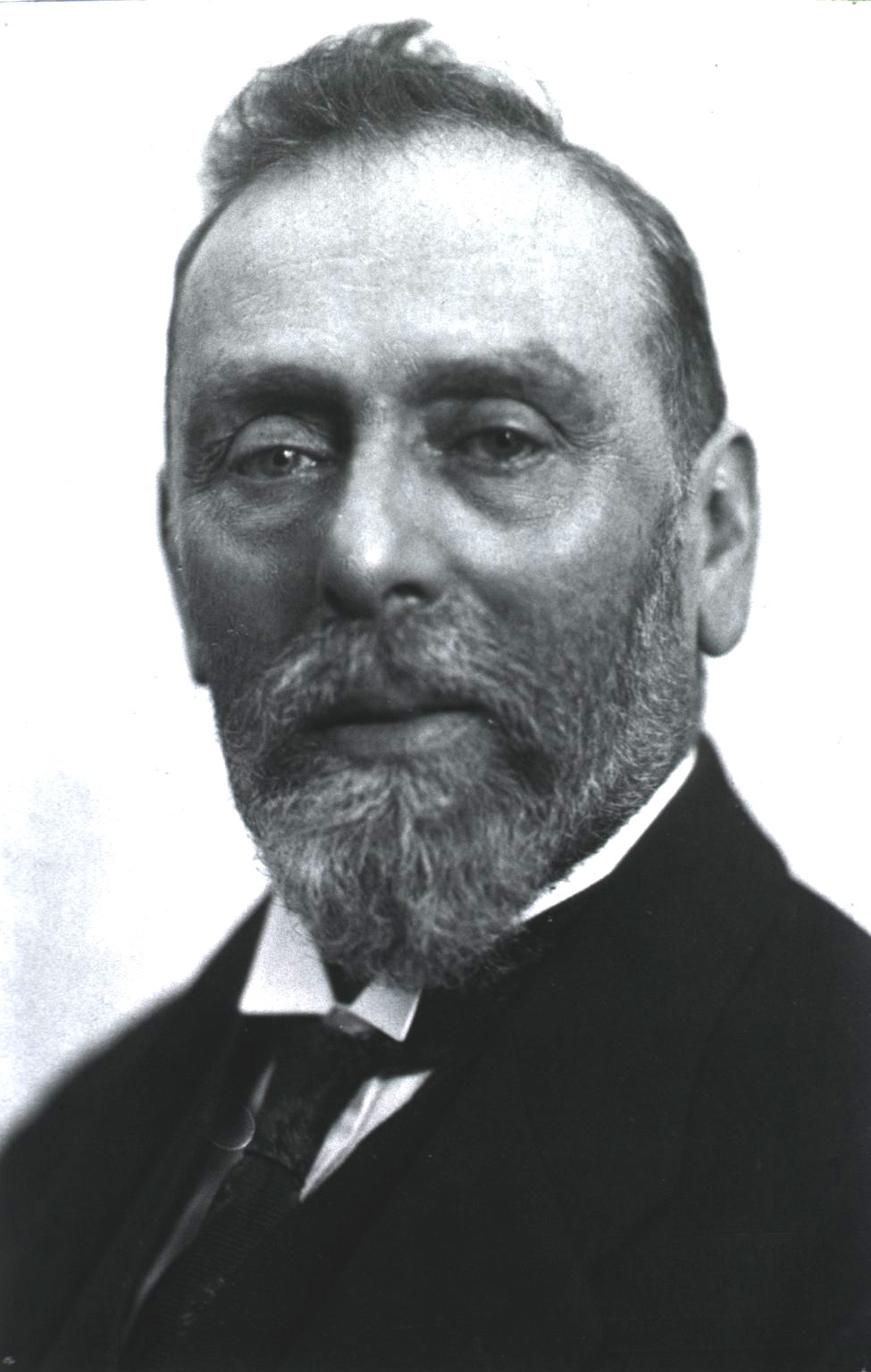
Max Schneider: Markus Hajek (1921)

Markus Hajek (geboren 25. November 1861 in Werschetz, Kaisertum Österreich; gestorben 4. April 1941 in London) war ein österreichischer Mediziner.

## Leben
Markusz Hajek wurde im Banat geboren, das ab 1867 zur ungarischen Reichshälfte Österreich-Ungarns gehörte. Er kam aus einer jüdischen Familie. Er besuchte das Gymnasium in Temesvár und studierte Medizin an der Universität Wien, wo er 1885 promoviert wurde. Seine Ausbildung erhielt er an der Krankenanstalt Rudolfstiftung sowie in der Allgemeinen Poliklinik bei Johann Schnitzler. Hajek heiratete 1889 Gisela Schnitzler (1867–1953), die Tochter seines akademischen Lehrers und Schwester Arthur Schnitzlers. Der aufstiegsbewusste, ebenfalls aus dem Judentum stammende, Johann Schnitzler sah die Ehe seiner Tochter mit einem ungarischen „Ostjuden“ als Mesalliance an.
Hajek habilitierte sich 1897 für Laryngologie und wurde Privatdozent. Er veröffentlichte 1899 die Pathologie und Therapie der entzündlichen Erkrankungen der Nebenhöhlen und der Nasen. Damit schuf Hajek den Grundstein zur Entwicklung der endonasalen Chirurgie. Von 1900 bis 1918 war er Abteilungsvorstand am Kaiser-Franz-Joseph-Ambulatorium in Wien. 1912 wurde er zum ao. Professor ernannt, 1919 zum ordentlichen Professor. Er leitete als Nachfolger von Ottokar von Chiari bis zu seinem Ruhestand 1933 die Laryngo-rhinologische Universitäts-Klinik im Allgemeinen Krankenhaus (AKH).
Sigmund Freud ließ 1923 seinen gerade entdeckten Gaumenkrebs durch Hajek operieren; die Operation ging beinahe tödlich aus.
Hajek wurde Anfang 1932 zum Ehrenbürger der Stadt Wien ernannt. Er erhielt 1921 und 1931 jeweils eine Festschrift. Im Mai 1939 gelang Hajek mit seiner Frau die Flucht nach Großbritannien. Er musste seinen Besitz, so auch die Bücher seiner umfangreichen Bibliothek, zurücklassen. Diese Bücher tragen zum Teil Widmungen von Kollegen, die eine persönliche Schenkung bezeugen.

## Schriften (Auswahl)
- Über das ätiolog. Verhältnis des Erysipels zur Phlegmone. 1887
- Die Tuberkulose der Nasenschleimhaut. 1889
- Laryngo-rhinolog. Mitteilungen. 1892
- Eiterung und Ulceration in der Nase. 1896
- Ein Beitrag zur Recidive der Nasenpolypen. 1903
- Über Operationsmethoden bei Stirnhöhlenentzündungen. 1907
- Seltenere Kehlkopftumore. 1916
- Die Entwicklung der Laryngo-Rhinol. und des Unterrichts in dieser Fachdisziplin an der Wiener Universität. 1919
- Die Tonsillektomie. 1924
- Syphilis der oberen Luftwege. 1926
- Die Wandlungen des Unterrichts in der Laryngo-Rhinologie an der Wiener Universität. 1927